# Красавчик дон Диего
«Красавчик дон Диего» (исп. El lindo don Diego) — комедия испанского драматурга Агустина Морето-и-Каванья, написанная в 1654 году, переработка пьесы Гильена де Кастро «Самоуверенный Нарцисс». Её причисляют к ключевым произведениям Морето.
Главный герой пьесы, дон Диего, интересуется только своей внешностью и своим статусом. Он должен жениться на своей двоюродной сестре донье Инес, но та влюблена в дона Хуана, который отвечает ей взаимностью. Служанка доньи Инес переодевается в графиню и соблазняет дона Диего, так что тот отказывается жениться на кузине.